# Ditrichum levieri
Ditrichum levieri är en bladmossart som beskrevs av Hilpert 1933. Ditrichum levieri ingår i släktet grusmossor, och familjen Ditrichaceae. Inga underarter finns listade i Catalogue of Life.